# Jean de Monlevade
Jean-Antoine Felix Dissandes de Monlevade (Guéret, 1791 — João Monlevade, 1872) foi um Geólogo e Engenheiro de Minas francês. 
Chegou ao Brasil em 1817 (aos 28 anos), tendo fundado em 1825 uma das primeiras metalúrgicas de fundição do país, que utilizava mão-de-obra escrava e foi encomendada pelo governo português,  com o objetivo de produzir ferramentas para a agricultura e os engenhos. A usina estava localizada no atual município mineiro de João Monlevade, que leva seu nome aportuguesado.
Sua casa, a Fazenda Solar de João Monlevade, que ainda está de pé, e ao seu lado estão alguns equipamentos da velha fábrica.